# JanJan
JanJan（ジャンジャン）は日本のインターネット新聞の一つであった。日本インターネット新聞を運営した。

## 概要
元朝日新聞編集委員で元鎌倉市長の竹内謙などによって設立された、日本インターネット新聞を運営した。
JanJanは、Japan Alternative News for Justices and New Cultures（さまざまな正義と新しい文化のために日本から発信するもう一つのニュース）の略称である（ロゴマークは社会に警鐘を鳴らす半鐘の音を模している）。
掲載希望者の投稿から記事を作成するという市民ジャーナリズムの草分け的存在である。市民記者制度を日本に導入した最初のインターネット新聞で、「これまでのメディアの発想を一新する市民の、市民による、市民のためのメディア」を標榜していた。また構想日本もコラムをもち、構想日本メンバーの主張やキャンペーンが掲載されていた。
親会社は富士ソフト株式会社で、年間約3億円の運営費の大半は親会社からの広告費で賄っていたが広告収入の落ち込みにより運営存続が危うくなったことから2010年3月末をもって「暫時休刊」とすることを明らかにした。なお、旧記事は参照することが出来ていたが、記事に関する読者コメントは賛同、反論含め一切が削除された。
2010年4月24日、ブログサイト「JanJanBlog」として5月1日に再開することを公表した。運営主体はJanJanの「ニュース編集部」から「JanJanBlog運営委員会」と名称が変更され、ブログ運営は再開公表の日から始まっている。ブログの記事掲載後、その修正・削除や、あるいは読者コメントの削除作業は市民記者の判断で出来るようにした。ブログの再開は、広告収入がなくても人件費などの削減により運営の見通しが立ったと判断した。元JanJan編集部員であった山口朝（とも）は、休刊発表後、多くのメッセージが寄せられ、市民記者の意欲を感じたと語っている。
なお、後継のJanJanBlogについても、2013年12月31日をもって新規記事公開およびコメント投稿が停止される。また、JanJanBlogのすべての記事及びJanJan関連のすべての記事の閲覧が2014年2月末をもって停止されることとなった。

## 沿革
- 2002年7月9日 - 日本インターネット新聞株式会社設立
- 2003年2月1日 - 創刊
- 2004年
  - 2月28日 - 第1回市民記者交流会開催
  - 3月1日 - 広告掲載開始
  - 4月24日 - フォトレンタルサービス『Janフォト』創刊
- 2005年
  - 3月12日 - 第2回市民記者交流会開催
  - 4月28日 - 『JanJanブログ』のサービス開始
- 2006年
  - 3月11日 - 第3回市民記者交流会開催
  - 7月7日 - 『ザ・選挙〜JanJan全国政治家データベース』創刊
  - 10月1日 - 関西連絡所開設
- 2007年
  - 2月23日 - 「モバイルJanJan」のサービス開始
  - 3月11日 - 第4回市民記者交流会開催
  - 3月19日 - 『政治資金データベース』創刊
  - 7月9日 - JanJanリニューアルオープン 市民記者ニュース、映画の森、今週の本棚、イベントステーション、TVJANがそれぞれサイトとして独立
  - 11月1日 - 「モバイル『ザ・選挙』」のサービス開始
  - 11月9日 - 『JanJanChina 日中連線』創刊
  - 12月1日 - BSテレビ局「BSイレブン」の報道番組『IN SIDE OUT』の中で、JanJanが提供する13分ほどのコーナーが開始
- 2008年3月1日 - 創刊5周年記念交流会
- 2010年3月31日 - 暫時休刊予定
- 2010年4月24日 - JanJanBlog のブログ運営はじまる
- 2013年11月1日 - JanJanBlog休刊を発表
- 2013年12月31日 - 記事公開およびコメント投稿の停止（予定）
- 2014年2月末 - JanJanおよびJanJanBlogの記事閲覧の停止（予定）

## 問題点
- 記事を投稿するためには実名や住所などの個人情報を登録しなければならない[8]。
- 一般の新聞社は、誤報等の記事内容や取材における損害などについて新聞社が責任を負うが、JanJanでは、その責任を負わず、ニュース発表に伴う責任のすべてを記者としては素人の市民記者個人に負わせている[9]。
- 2009年2月8日には、選挙報道（開票速報）についてテスト原稿を一時掲載するミスがあった[10]。